# Franke Sloothaak
Franke Sloothaak (* 2. Februar 1958 in Heerenveen, Niederlande) ist ein deutsch-niederländischer Springreiter.

## Leben
Sloothaak ist zum zweiten Mal verheiratet und hat aus erster Ehe zwei Kinder, aus seiner jetzigen ein Kind.
Seit 1996 war er Besitzer einer eigenen Reitanlage in Borgholzhausen bei Bielefeld. Im Jahr 2011 verkaufte er diese und zog nach Steinhagen im Kreis Gütersloh. Bis April 2014 war er ein Jahr lang im Stall von Gaston Glock als Trainer und Berater tätig.

## Sportliche Karriere
Als Zehnjähriger begann der im niederländischen Heerenveen geborene Sloothaak auf Ponys mit dem Reitsport und feierte schon früh seine ersten Erfolge. Mit 14 Jahren gewann er mit der niederländischen Equipe bei den Junioren-Europameisterschaften in Irland die Silbermedaille. In den folgenden Jahren wurde Sloothaak niederländischer Meister in seiner jeweiligen Altersklasse. Vier Jahre später ging Sloothaak bei Alwin Schockemöhle, dem deutschen Olympiasieger von 1976, in die Lehre. 1979 wurde er deutscher Staatsbürger und nahm fortan an Deutschen Meisterschaften teil. Sloothaak ist bekannt dafür, seine Pferde auch sehr gut Dressur zu reiten.
Im Jahr 1983 wechselte Franke Sloothaak zum Stall von Alwin Schockemöhles Bruder Paul. Im Jahr darauf nahm er an den Olympischen Spielen in Los Angeles teil und gewann auf seinem Pferd Farmer mit der deutschen Equipe die Bronzemedaille. Bei den Olympischen Spielen 1988 in Seoul ritt Sloothaak auf Walzerkönig mit der deutschen Mannschaft zu Gold. Der gleiche Erfolg gelang ihm acht Jahre später in Atlanta, wo er mit Joli Coeur an den Start ging. In den Einzelwettbewerben blieb ihm bei Olympia eine Medaille versagt. Bei anderen großen Wettbewerben war Sloothaak erfolgreicher:
- Weltreiterspiele: 3 Gold, 1 Silber
- Europameisterschaften: 1 Silber, 1 Bronze
- Deutsche Meisterschaften: 3 Gold, 8 Silber, 3 Bronze

Seine größten Erfolge waren dabei wohl die Siege bei den Weltreiterspielen 1994 in Den Haag. Sowohl in der Einzelwertung als auch mit der Mannschaft gewann er mit Weihaiwej den Weltmeistertitel. Vier Jahre später wiederholte er den Mannschaftstriumph in Rom. Im Einzelwettbewerb sicherte er sich 1998 mit Joli Coeur noch einmal Bronze.
Andere herausragende Erfolge waren die Siege im Großen Preis von Aachen 1989 mit Walzerkönig und im Deutschen Spring-Derby 2001 mit Landdame.
Nachdem Franke Sloothaak bis in das Jahr 2011 regelmäßig auf internationalen Turnieren am Start war, verlagerte sich sein Tätigkeitsbereich fast vollständig auf das Training anderer Reiter. Im September 2012 gewann er mit Lascar, einem Pferd des von Sloothaak trainierten Benas Gutkauskas, den Großen Preis von Georgenburg (CSI 4*). In den Jahren 2014 und 2015 trat er mehrmals mit Leihpferden bei Springturnieren in China an.

## Erfolge
Olympische Spiele:
- 1984: mit Farmer 11. Platz in der Einzelwertung und 3. Platz mit der deutschen Mannschaft
- 1988: mit Walzerkönig 7. Platz in der Einzelwertung und 1. Platz mit der deutschen Mannschaft
- 1992: mit Prestige 11. Platz mit der deutschen Mannschaft
- 1996: mit Joli Coeur 1. Platz mit der deutschen Mannschaft

Weltmeisterschaften (Weltreiterspiele):
- 1994, Den Haag: mit Weihaiwej 1. Platz in der Einzelwertung und 1. Platz mit der deutschen Mannschaft
- 1998, Rom: mit Joli Coeur 3. Platz in der Einzelwertung und 1. Platz mit der deutschen Mannschaft

Europameisterschaften:
- 1985, Dinard: mit Walido 22. Platz in der Einzelwertung und 3. Platz mit der deutschen Mannschaft
- 1987, St. Gallen: mit Alwin's Ass 17. Platz in der Einzelwertung und 5. Platz mit der deutschen Mannschaft
- 1989, Rotterdam: mit Walzerkönig 5. Platz in der Einzelwertung und 5. Platz mit der deutschen Mannschaft
- 1991, La Baule: mit Walzerkönig 2. Platz in der Einzelwertung und 5. Platz mit der deutschen Mannschaft
- 1993, Gijón: mit Weihaiwej 14. Platz in der Einzelwertung und 4. Platz mit der deutschen Mannschaft

Deutsche Meisterschaften:
| - 1980, München: 2. Platz mit Argonaut - 1981, West-Berlin: 1. Platz mit Argonaut - 1984, Balve: 2. Platz mit Farmer - 1985, Münster: 3. Platz mit Walido - 1988, Verden: 3. Platz mit Walzerkönig und Aramis - 1989, West-Berlin: 1. Platz mit Walzerkönig - 1990, Mannheim: 2. Platz mit Walzerkönig - 1991, Münster: 1. Platz mit Walzerkönig |  |  |  |  |  |  | - 1992, Balve: 2. Platz mit Walzerkönig - 1993, Verden: 2. Platz mit Weihaiwej - 1994, Mannheim: 2. Platz mit Corrado I - 1996, Balve: 2. Platz mit Weihaiwej - 2000, Balve: 2. Platz mit Coli Coeur - 2010, Münster: 10. Platz mit Aquino |

Weltcupfinale:
| - 1990, Dortmund: 3. Platz mit Walzerkönig - 1994, 's-Hertogenbosch: 2. Platz mit Weihaiwej |  |  |  |  |  |  | - 1996, Le Grand-Saconnex: 5. Platz mit Corrado I - 1997, Göteborg: 3. Platz mit Joli Coeur |

Weitere Erfolge (ab 2006, in Auswahl):
- 2006: 2. Platz im Großen Preis von Bordeaux (CSI-W) mit Aquino, 1. Platz im Großen Preis von Aselage (CSI 3*) mit Legurio, 4. Platz im Großen Preis von Rom (CSIO 5*) mit Legurio, 3. Platz im Großen Preis von Chantilly (CSI 3*) mit Aquino
- 2007: 1. Platz im 30.750 €-Großen Preis von Bremen mit Legurio, 1. Platz im 50.000 €-Großen Preis von Kiel mit Aquino, 2. Platz im Großen Preis von Frankfurt (CSI 4*) mit Aquino
- 2008: 1. Platz im Großen Preis von Pforzheim (CSI 3*) mit Legurio
- 2009: 2. Platz im 100.000 €-Königscup beim CSI 5* Madrid mit Aquino, 2. Platz im Großen Preis von Kiel (CSI 4*) mit Allegro LS
- 2010: 3. Platz im Großen Preis von Gera (CSI 3*) mit Aquino, 1. Platz in der 80.000 €-Trophy in Münster (2. Teilprüfung Deutsche Meisterschaft) mit Aquino, 2. Platz im Großen Preis von Tschernjachowsk (CSI 4*) mit Aquino
- 2011: 2. Platz im Großen Preis von Bremen (CSI 3*) mit Aquino
- 2012: 1. Platz im Großen Preis von Tschernjachowsk (CSI 4*) mit Lascar

(Stand: 11. September 2012)

## Pferde

### Ehemalige
- Aquino (* 1997), brauner Holsteiner Wallach, Vater: Acobat II, Muttervater: Corrado, seit April 2011 von Wladimir Beletskij (Белецкий Владимир) geritten[9][10]
- Allegro LS La Silla (* 2001), Fuchswallach (La Silla-Warmblut), Vater: Alcamera La Silla, Muttervater: Marnier, Seit Anfang 2010 von Pascal Levy geritten[11][12]
- Legurio (* 1995), brauner Hannoveraner Wallach, Vater: Landadel, Muttervater. Gralsritter, seit 2010 von Richard Robinson geritten[13]
- Joli Coeur (* 1986; † 2011), Belgischer Fuchswallach, Vater: Major de La Cour, Muttervater: Un Bonheur, 2005 aus dem Sport verabschiedet[14][15]
- San Patrignano Corrado (* 1985, Zuchtname: Corrado I), Holsteiner Schimmelhengst, Vater: Cor de la Bryère, Muttervater: Capitol, Zuchthengst, aus dem Sport verabschiedet[16][17]
- San Patrignano Weihaiwej (* 1984; † 2019), Oldenburger Fuchsstute, Vater: Westminster, Muttervater: Grannus[18][19]
- Walzerkönig (* 1979; † 2000), Hannoveraner Fuchswallach, Vater: Watzmann, Muttervater: Absatz

## Auszeichnungen
- Ehrenbürger von Borgholzhausen
- 1993: Pfeifenraucher des Jahres
- 2010: Aufnahme in die Ehrengalerie des niedersächsischen Sports des Niedersächsischen Instituts für Sportgeschichte
- Silbernes Lorbeerblatt